# Robert Morrison
Robert Morrison, född 5 januari 1782 i Bullers Green, Northumberland, England, död 1 augusti 1834 i Guangzhou,  var den förste protestantiske missionären i Kina.
Morrisno var sin farbrors medhjälpare som skolästmakare, men fortsatte därunder sina studier. Han genomgick teologiska seminariet i Hoxton, antogs 1804 i Londonmissionssällskapets tjänst och utsändes 1807 som dess förste missionär till Kina.
Från 1809 till sin död var han translator vid Brittiska Ostindiska Kompaniets faktori. Där nedlade han ett betydande arbete som banbrytande missionär, särskilt genom sin litterära verksamhet. År 1814 hade han fullbordat hela Nya testamentets översättning till kinesiska. Samma år fick han döpa Tsae A-Ko (蔡阿高), den förste kinesiske protestanten. 
År 1815 utgav han A grammar of the chinese language, 1817 A view of China for philological purposes. Med dr Milnes hjälp avslutade han 1818 hela bibelns översättning till kinesiska (tryckt 1821). Han utgav även Dictionary of the chinese language (6 bd, 1815–22), som bekostades av Ostindiska kompaniet.
År 1818 inrättade han på Malacka ett 1844 till Hongkong överflyttat Anglo-Chinese College med syfte att förmedla förbindelse mellan europeisk och kinesisk litteratur och utbildande av infödda lärare.
Morrison, som 1817 blivit teologie hedersdoktor i Glasgow, kallades under sin vistelse i England 1824–25 till medlem av Royal society. Efter återkomsten till Kina 1826 ägnade han sig åt sin uppgift som översättare och missionär i egentlig mening. Utom hans ovan nämnda skrifter kan nämnas Horæ sinicæ och Chinese miscellany.